# 圖氏鰻鱗鱈
圖氏鰻鱗鱈為輻鰭魚綱鱈形目南極鱈科的其中一種，分布於南冰洋拉扎列夫海海域，棲息深度730-860公尺，為深海魚類，體長可達24.3公分。

## 擴展閱讀
維基物種上的相關：圖氏鰻鱗鱈